# 境野事件

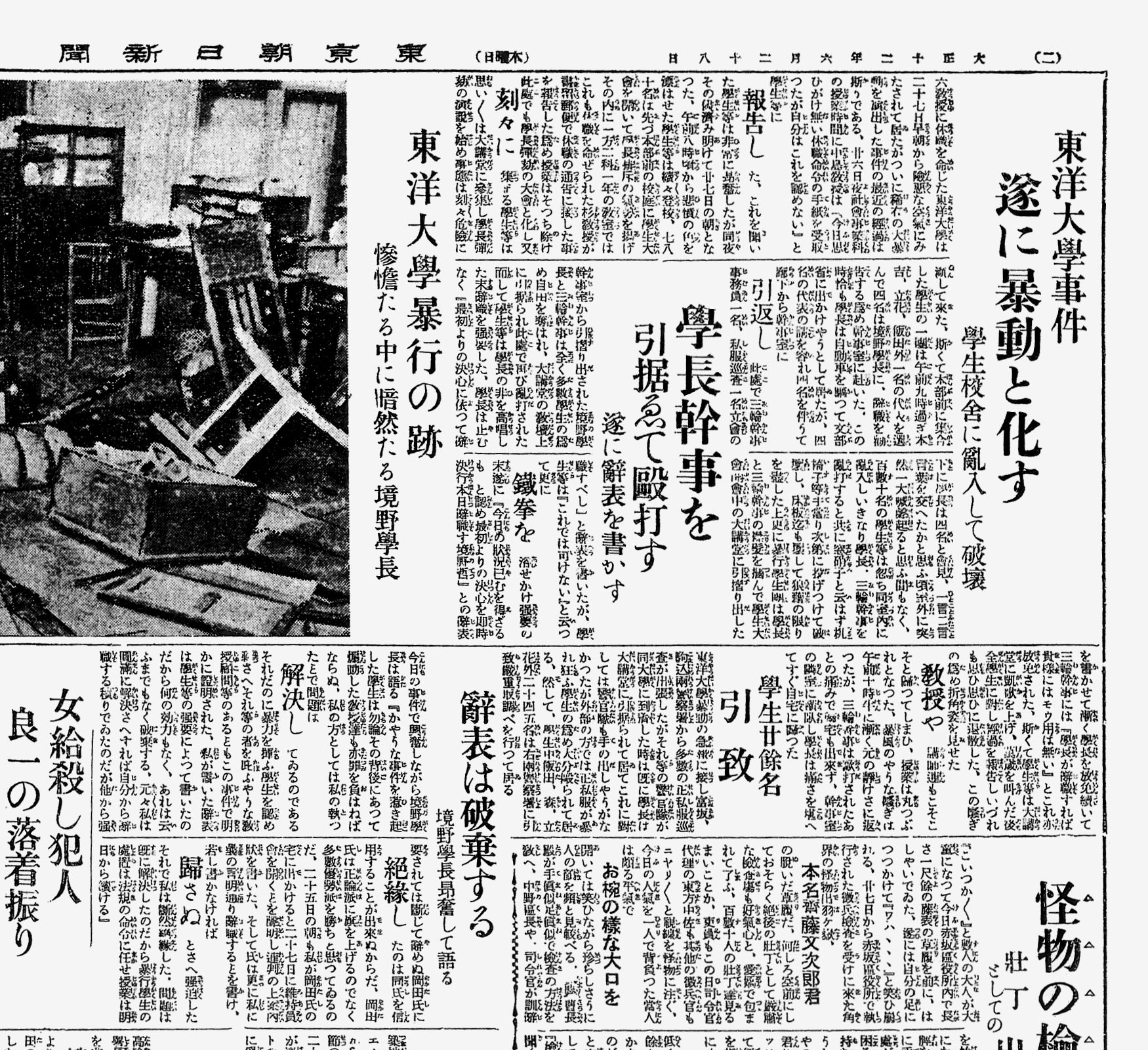
東洋大学の学生暴動を報じる『東京朝日新聞』

境野事件（さかいのじけん）は、1923年（大正12年）に東洋大学で発生した紛擾事件。「東洋大学創立以来の不祥事」とされる。

## 概要

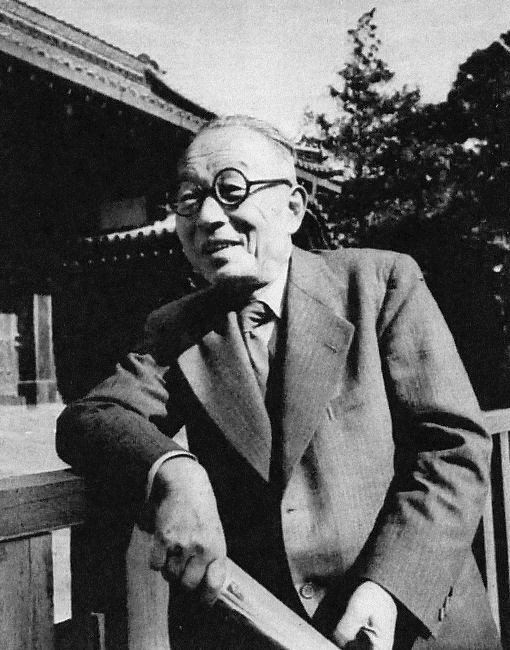
和辻哲郎

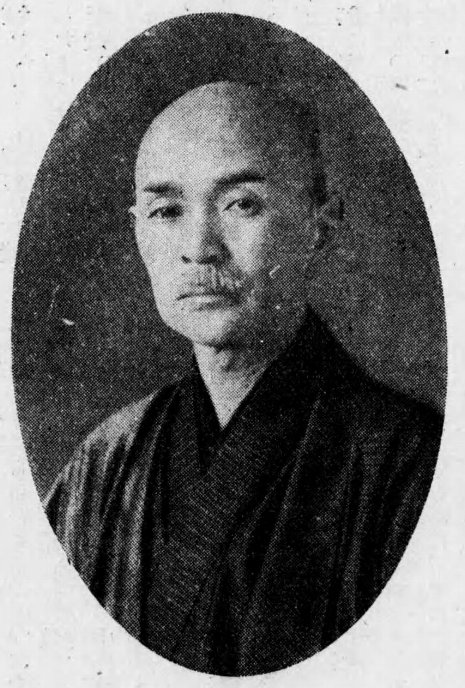
高嶋米峰

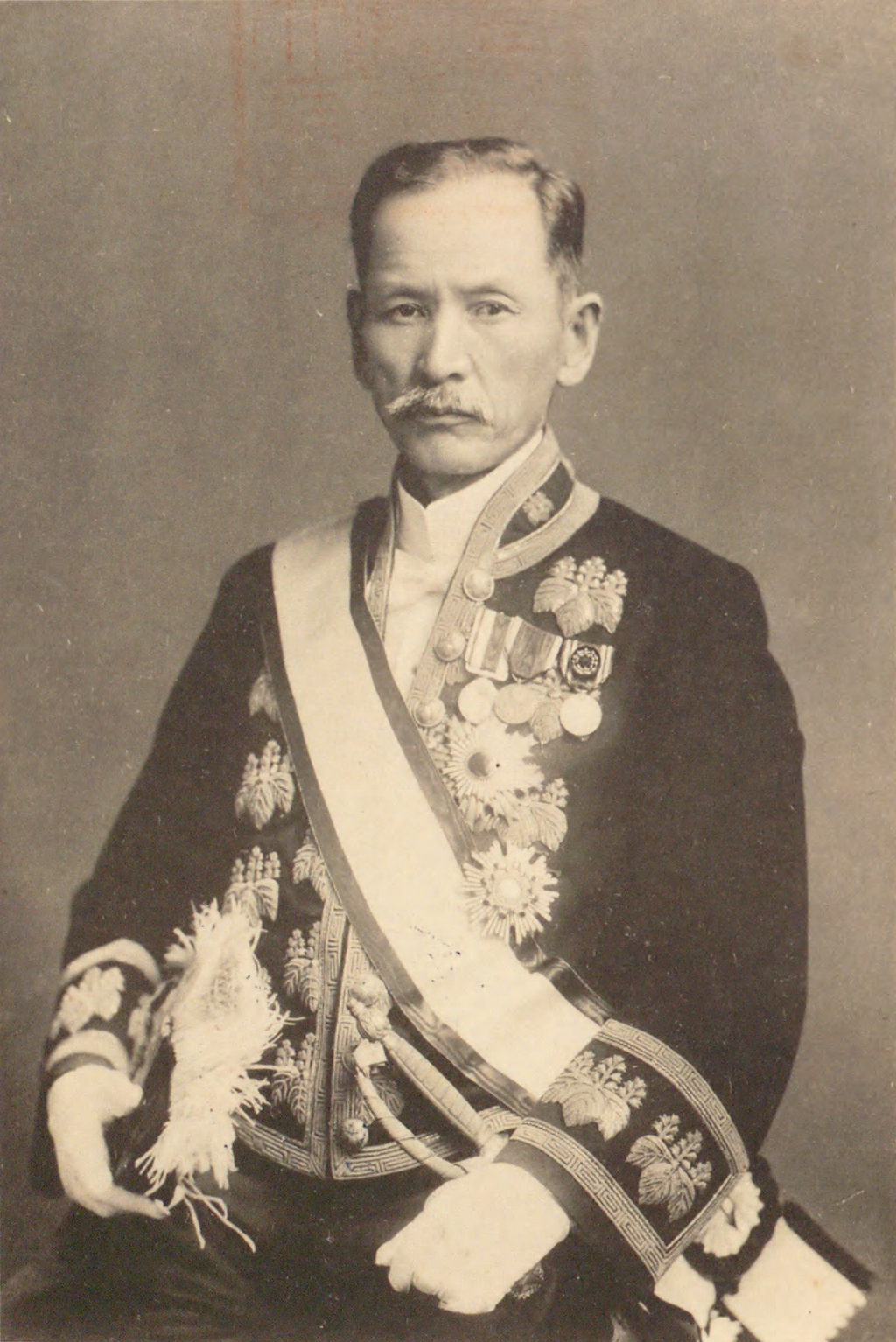
岡田良平

1923年3月末、東洋大学学長境野哲は大学財団維持員の田辺善知から、郷白厳という幹事を解職させる提案を受けた。境野は10人の教授を自邸に招いて相談したところ、全員一致して解職に反対した。
しかし5月9日、境野は郷の解職を決定した。すると郷と親交のあった教授、和辻哲郎、島地大等、得能文、沼波武夫らは異議の表明として辞表を提出した。特に和辻は文化学科の学生を前に「事情によってやめることにしたから、これでお別れする」という「告別演説」を行った。和辻は学生たちに人気のあった若手教授だったため、たちまち学生間に動揺が広がった。12日には多くの学生が講堂に集まり境野、田辺、郷を同席させて事情を聴取したが、その結果かえって学生たちは境野に対する不信を加え、やがて学長排斥運動へと発展していった。
学生たちは盛んに集会を開き、17日には「学長の即時自決を期す」決議を行うなど、大学全体が不穏な雰囲気につつまれた。19日、境野は幹部会を開き、21日から31日までの10日間の全学休校と、学長排斥運動の学生側中心人物34名の除名および停学を決定した。
一方、校友会は学長派と反学長派に分裂した。境野支持の校友は「校友会本部」と称し、高嶋米峰を中心とする反学長派は「校友有志団」を結成した。校友有志団は14日に「東洋大学の根本革新を要望し、学長学監幹事等の処分を促す」という批判文書を境野に提出、境野が回答の必要なしと答えると、事件の顛末を都下の新聞各社、校友に送付した。18日には教授団が境野に対して連名をもって事件の解決を維持員会に一任するよう勧告書を送ったが、これを辞職勧告書とみた境野は回答を拒絶した。
26日境野は顧問会に事態解決への援助を求めた。東京会館で開かれた第1回の顧問会では、顧問の岡田良平は境野を援助することを約束したが、31日に開催された第2回顧問会では、岡田は豹変し境野に対して学長職の辞職を強く迫った。
6月1日、休業が明けたが、学生たちは講堂を占拠して「幹部総攻撃の演説」を行うなど、大学内の雰囲気は相変わらず険悪であった。25日、岡田は境野を自邸に呼び出して再度学長辞職を求めた。これに怒った境野は、同日、岡田に対して調停拒否を通知し、翌26日、反学長派の煽動に加担したとされる6人の教授（和辻哲郎、島地大等、中島徳蔵、杉敏介、稲垣末松、広井辰太郎）に解職通知を送った。しかし、通知を受けた教授たちは解職拒否を表明した。
こうした中、学生たちの学長に対する不満は最高潮に達し、27日、学生たちは学長室に押し入り、境野を殴打して重傷を負わせたあげく、大学に駆けつけた警官隊とも衝突して勝承夫など29名の学生が検束された。2日後の29日、文部省は境野に対して学長認可取り消しの命令を下した。のち学長職は湯本武比古が一時代理を務め、8月になり顧問の岡田良平が第5代学長に就任した。

## 事件の影響
東洋大学では1918年（大正7年）12月の大学令公布を受け、翌年1月、「東洋大学基本金募集趣意書」を発表して大学昇格のための募金活動に取り組んでいた。しかし、1923年8月の時点で申込額は約12万2千円、払込額は約2万8千円に過ぎず、目標額の250万円には遠く及ばなかった。このような状況下で紛擾事件が起こり、二派に分かれた校友会は境野辞職後も抗争を続けた。また教授側と協力して募金活動をおこなってきた昇格基金部も教授委員の脱退によりほとんど解体状態となり、寄付の取り消しを求める者も続出したため、昇格運動は一頓挫するに至った。結局、東洋大学の昇格は大幅に遅れ、大学令公布から10年後の1928年（昭和3年）4月2日になってようやく設立認可を受けることになった。

## 関連文献
- 大塚虎雄 『学界異聞』 先進社、1931年
- 東洋大学『東洋大学創立五十年史』東洋大学、1937年、168頁。doi:10.11501/1712060。 NCID BN05738471。全国書誌番号:48013021。
- 東洋大学百年史
  - 東洋大学「通史編Ⅰ」『東洋大学百年史 通史編Ⅰ』、東洋大学創立百年史編纂委員会東洋大学井上円了記念学術センター、1993年9月。
  - 東洋大学「資料編Ⅰ・下」『東洋大学百年史 資料編Ⅰ・下』、東洋大学創立一〇〇年史編纂委員会東洋大学創立一〇〇年史編纂室、1989年7月。
  - 東洋大学「年表・索引編」『東洋大学百年史 年表・索引編』、東洋大学創立百年史編纂委員会東洋大学井上円了記念学術センター、1995年3月。